# Rodenbach bei Puderbach
Rodenbach bei Puderbach település Németországban, Rajna-vidék-Pfalz tartományban. Lakosainak száma 682 fő (2023. december 31.).

## Népesség
A település népességének változása:
| Lakosok száma | 493  | 647  | 654  | 691  | 690  | 682  |
|               | 1975 | 2017 | 2019 | 2021 | 2022 | 2023 |